# Biofizička hemija
Biofizička hemija je oblast fizičke hemije koja se bavi proučavanjem bioloških sistema. Ova oblast primenjuje bazične principe fizike, hemije i biologije za razumevanje molekularnih i strukturnih mehanizama bioloških procesa.
Biofizička hemija koristi mnoštvo tehnika fizičke hemije u istraživanju bioloških sistema. Na primer, za proučavanje aktivnosti biomolekula kao i strukturnih pojedinosti vezanih za aktivaciju ili inhibiciju, moguće je koristiti spektroskopske tehnike, kao što su optička, vibraciona, fluorescentna i elektronska paramagnetna rezonantna (EPR) spektroskopija. Metode mikrokalorimetrijskih analiza koriste se za merenje toplotnih efekata koji prate konformacione promene biomakromolekula, interakcije između podjedinica u molekulu proteina, vezivanje supstrata i enzima, kao i fazne prelaze u lipidnom dvosloju bioloških membrana. Tehnika masene spektrometrije koristi se za određivanje primarne strukture. Cirkularni dihroizam za karakterizaciju sekundarne strukture proteina, kao i ispitivanje konformacione stabilnosti proteina kada je izložen promenama pH i temperature ili dodatku različitih supstancija. Trodimenzionalna struktura biomakromolekula se određuje nuklearnom magnetnom rezonantnom spektroskopijom (NMR) i rendgeno-strukturnom analizom.

## Literatura
- Popović Bijelić, Ana; Mojović, Miloš (2017), Praktikum iz Biofizičke hemije, Univerzitet u Beogradu - Fakultet za fizičku hemiju, Beograd,  978-86-82139-70-6
- Cantor, Charles R.; Schimmel, Paul R. (1980). Biophysical Chemistry - Part I: The Conformation of Biological Macromolecules (1st изд.). W.H. Freeman & Co Ltd. ISBN 978-0-7167-1188-9.
- Cantor, Charles R.; Schimmel, Paul R. (1980). Biophysical Chemistry - Part II: Techniques for the Study of Biological Structure and Function (1st изд.). W.H. Freeman & Co Ltd. ISBN 978-0-7167-1190-2.
- Cantor, Charles R.; Schimmel, Paul R. (1980). Biophysical Chemistry - Part III: The Behavior of Biological Macromolecules (1st изд.). W.H. Freeman & Co Ltd. ISBN 978-0-7167-1192-6.